# 萨尔·米涅奥

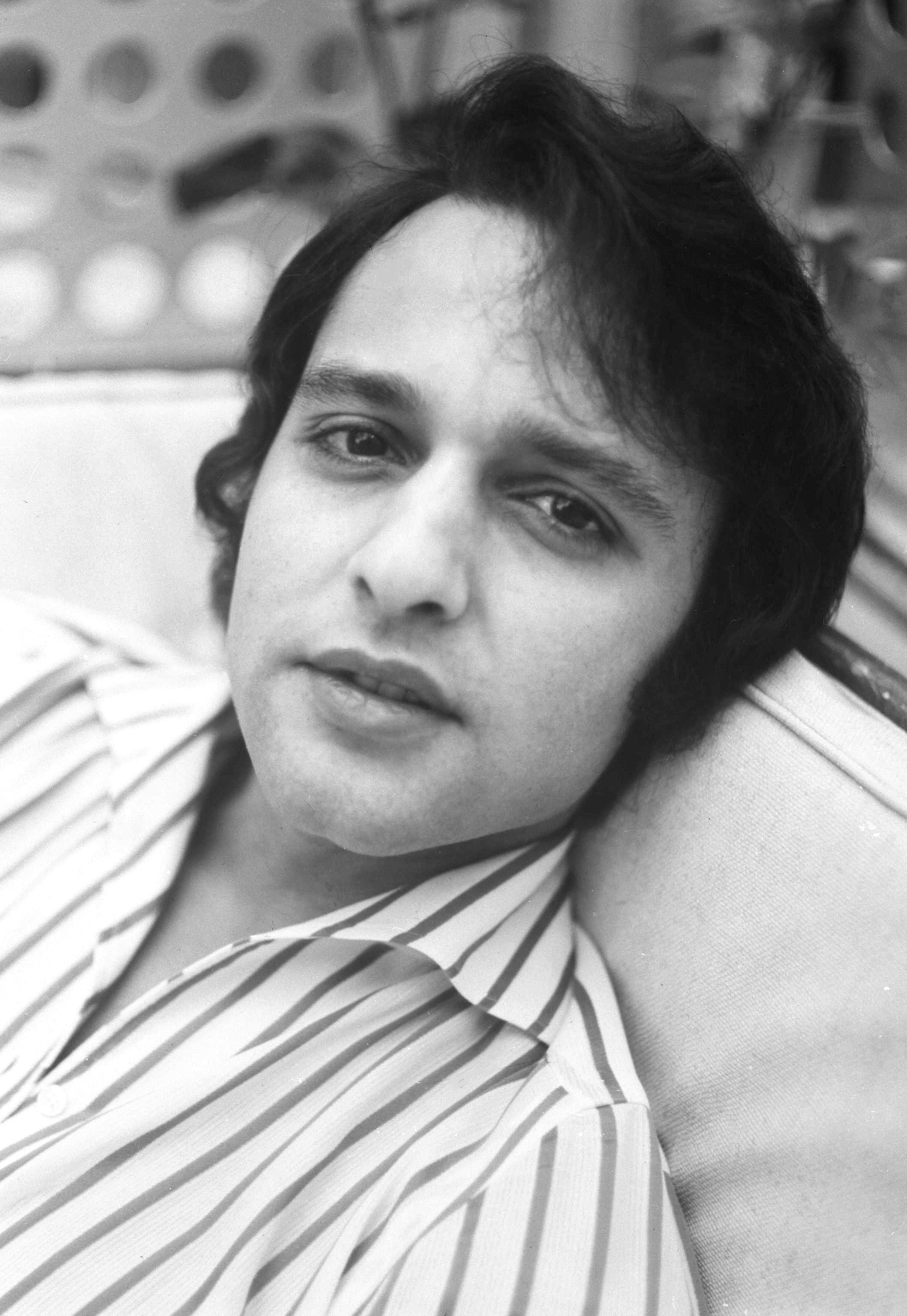
萨尔·米涅奥

萨尔·米涅奥（Salvatore Mineo Jr.，1939年1月10日－1976年2月12日）是一位美国演员，曾主演阿飛正傳，並且憑藉電影中的角色獲得奥斯卡最佳男配角奖提名。他還主演過巨人、碧血長天和逃离猩球。他获得過金球獎。他後來被一名劫匪刺中心脏身亡。